# 阿根廷—孟加拉國關係
阿根廷—孟加拉國關係（西班牙語：Relaciones Argentina-Bangladés）是指阿根廷共和国和之間历史上及现代的雙邊關係。现代阿根廷与孟加拉国在1972年5月25日建立大使级外交关系，此后双边关系友好顺利发展，两国民众亦因体育上的交流支持而对彼此怀有好感。

## 政治交流
孟加拉國解放戰爭期间，阿根廷作家维多利亚·奥坎波、等人曾向阿根廷政府提出给予逃往印度的孟加拉国难民人道主义援助，他们的行动也带动了委内瑞拉等国的知识分子声援孟加拉人民的运动，1972年5月25日，阿根廷与新成立的孟加拉国建立大使级外交关系，为了感谢奥坎波的支持，孟加拉国政府亦在2012年向她追赠了“解放战争之友”荣誉称号。
在邦交建立后不久的1973年，致力于加强与第三世界国家外交联系的胡安·政府决定在孟加拉国开设大使馆，并于翌年启用，阿根廷还曾向遭到水灾侵扰的孟加拉国提供了食品援助，豪尔赫·拉斐尔·魏地拉透过军事政变上台後，随即在1977年关闭了驻达卡的使馆，此后阿根廷对孟加拉国的外交业务便长期由驻印度大使馆兼辖，在此期间，双边高层来往也相当有限，谢赫·哈西娜出任孟加拉国总理後，开始寻求加强与阿根廷等非传统外交伙伴的外交联系，双边外交关系也开始改善，孟加拉国外交部秘书官穆罕默德·米乔鲁尔·夸耶斯随即于2011年访问阿根廷，2019年，孟加拉国外交部长莫门赴阿根廷参加第二届联合国南方问题高级别会议，期间亦与阿根廷外交、国际贸易和宗教事务部长豪尔赫·福列会面，孟加拉国亦在当年委任了第一位驻阿根廷名誉领事。
进入2020年代，双边关系持续升温，2022年7月，阿根廷外交部副部长克劳迪奥·罗森克韦格（Claudio Rozencwaig）对孟加拉国进行了访问，期间，他与孟加拉国外交部、商务部、农业部主管官员举行了会议，并签署双边磋商机制谅解备忘录，以深化两国外交部政治对话，同年，阿根廷政府亦决定在孟加拉国重开关闭了40余年的大使馆，2023年2月，阿根廷驻孟加拉国大使馆在达卡重新启用，而孟加拉国政府亦有意向在布宜诺斯艾利斯新设大使馆。

## 经贸关系
阿根廷、孟加拉国的双边贸易关系在2010年代开始取得重大进展，2018年，孟加拉国—阿根廷工商会亦在布宜诺斯艾利斯省莫雷诺市成立，以促进双边经贸往来、相互投资。据經濟複雜性研究中心统计，2022年，孟加拉国共向阿根廷出口约2,200万美元，主要出口产品有各类服装、鞋靴等；同年，阿根廷共向孟加拉国出口6.85亿美元，主要出口产品有大豆制品等。而根据阿根廷的官方统计，2022年，阿、孟两国双边贸易额超过7.65亿美元。阿根廷于2023年重启驻孟加拉国大使馆时，阿国官方亦给予了积极评价，认为大使馆的开设将有助于阿根廷进一步与亚洲国家市场对接，深化与孟加拉国的经贸合作关系。

## 人文交流

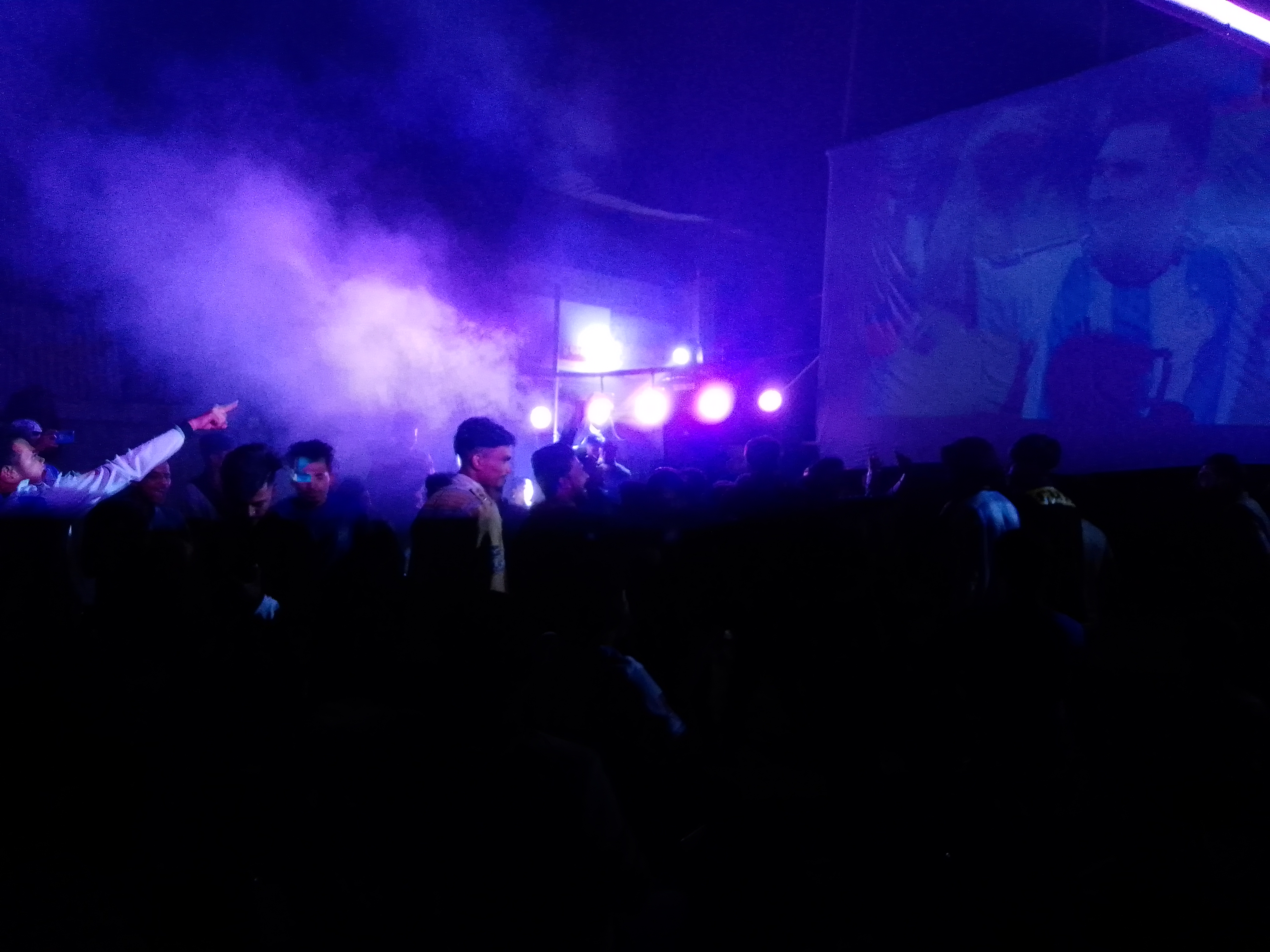
阿根廷球队在2022年國際足總世界盃胜出时，孟加拉国民众走上街头庆祝

足球运动是维系阿根廷与孟加拉国双边民间关系的重要支柱，1986年6月22日，阿根廷國家足球隊在國際足協世界盃半準決賽中对决英格兰队，由于孟加拉国民众对英国的殖民主义反感，他们不仅在福克蘭戰爭期间对阿根廷表示同情，也在世界杯对阿根廷國家足球隊表达支持，阿根廷足球运动员迭戈·马拉多纳最终击败了英格兰队，赛后，有不少孟加拉国球迷也走上街头欢呼阿根廷队的胜利，而马拉多纳以及阿根廷队也因此在孟加拉国深受球迷欢迎，一些支持阿根廷队的民众甚至将自己的住家漆成了象征阿根廷的蓝白配色。在2022年國際足總世界盃期间，不少孟加拉國民众亦表达了自己对以及阿根廷队的支持。对此，阿根廷外交官亦曾向孟加拉大使当面表示感謝孟加拉球迷對阿根廷隊的支持，一些阿根廷球迷也為答謝孟加拉國民众的支持，成立了聲援孟加拉板球運動的社群。